# Josep Tero
Josep Tero (l'Escala, Alt Empordà, 26 de novembre de 1951), cantautor català que va irrompre a l'escena musical als anys vuitanta, com un dels màxims exponents de l'anomenada «segona generació» de la cançó en català.
Va debutar davant del gran públic el 1982, en un concert amb Lluís Llach i Marina Rossell i, des d'aquell moment, ha actuat arreu dels Països Catalans i a altres indrets d'Europa i dels Estats Units d'Amèrica.
La seva obra destaca per la tasca de divulgació de la poesia catalana i la cançó tradicional, així com per les cançons compromeses amb la defensa del medi ambient i les llibertats individuals i col·lectives, sempre amb una gran qualitat musical.
La seva producció discogràfica està formada per nou discos: Batecs d'ocells (Picap, 1986); Raval (Picap, 1990); Primeres cançons (Picap, 1993), que recull les peces més destacades dels dos discs anteriors; Lladre d'amor (Picap, 1995), on combina la poesia de Joan Salvat-Papasseit amb cançons de lladres i bandolers; Camins de tarda (Picap, 1998), un recull de poesia contemporània catalana musicada; Sal (Picap, 2001), amb un conjunt de balades del segle xii ençà i cançons pròpies; Et deixaré la veu (2002), a partir d'un espectacle musical sobre textos de l'escriptora Maria Àngels Anglada; Fronteres (Stres Music, 2009), treball discogràfic amb cançons mediterrànies de diferents cultures, i el seu darrer treball discogràfic, D'un mateix mar (Temps Record, 2014), sobre poemes de dotze poetes mediterrànies de tots els temps. Altres poetes musicats per Tero són Jordi-Pere Cerdà, Josep Espunyes i Carles Fages de Climent.
El 2009 Josep Tero és finalista, per la cançó “A Griselda”, del disc Fronteres (sobre un poema de Carles Fages de Climent), juntament amb Maria del Mar Bonet i Sílvia Pérez Cruz, en el Premi Miquel Martí i Pol de poesia musicada. A banda de la gira de presentació del disc D'un mateix mar pel territori català i andorrà, en col·laboració amb Marina Rossell, Josep Tero selecciona i adapta alguna de les cançons que figuren a l'àlbum Marina Rossell canta Moustaki i les nou cançons de Georges Moustaki que figuraran en el CD Marina Rossell canta Moustaki. Vol. 2. L'any 2016 publica el disc Kavafis en concert, una recopilació de poemes de Kavafis recitats per Maria Farantouri i cantats per Josep Tero que inclou el clàssic Viatge a Itaca de Lluís Llach. Josep Tero li posa música a sis dels vuit poemes del disc en què col·laboren Marina Rossell i Gemma Abrié. Les traduccions dels poemes són de Joan Ferraté, Eudald Solà, Eusebi Ayensa i Carles Riba.
Al llarg de la seva trajectòria artística ha actuat i treballat amb cantants i músic de diversos àmbits: Maria del Mar Bonet, Lluís Llach, Joseba Gotzon, Marina Rossell, Nena Venetsanou, James Luigi Testi Pibernat (italià establert al nostre país), Maria Farantouri o Laurentis Machairitsas.
El 1993 fou expulsat del monestir dels Ibers, al mont Atos, després d'identificar-se com a català, atès que a Grècia encara era viu el record de les atrocitats de la Venjança Catalana, i es veié obligat a passar la nit a la intempèrie. Colpit per aquesta experiència, en tornar a Catalunya treballà incansablement per aconseguir la reconciliació entre catalans i grecs. Els seus esforços arribaren a bon port el 2005, quan el portaveu de la Generalitat de Catalunya i conseller de Política Territorial, Joaquim Nadal, i l'hegumen del monestir de Vatopedi inauguraren la restauració de la torre del tresor del monestir, finançada amb 240.000 euros per la Generalitat com a desgreuge per les massacres que els almogàvers hi havien comès al segle xiv. La torre del tresor és un antic trull que acull l'esplèndida col·lecció d'obres d'art regalades al monestir al llarg de la història pels emperadors romans, els tsars de Rússia i altres monarques cristians.